# Kenneth Copeland
Pour les articles homonymes, voir KCM.
Kenneth Max Copeland, né le 6 décembre 1936 à Lubbock, est un télévangéliste américain et auteur associé au mouvement charismatique. Son organisation, Kenneth Copeland Ministries (KCM), est basée dans le comté de Tarrant, au Texas.
Il est un partisan de la théologie de la prospérité. Son évangélisation demande des dons pour son église, suggérant que les fidèles obtiendront un « centuple » retour sur leur investissement. Il a suscité plusieurs controverses, notamment sur son utilisation des dons et son statut d'exonération fiscale, pour financer des hôtels particuliers, des jets privés, un aéroport privé (en) et d'autres achats somptuaires,.

## Biographie
Kenneth Max Copeland nait à Lubbock, Texas, de Aubrey Wayne et Vinita Pearl (née Owens) Copeland. Il grandit dans l'ouest du Texas près d'un aérodrome de l'armée de l'air des États-Unis, ce qui l'incita à devenir pilote,.
En 1957, il a sorti un album avec le label Imperial Records, dont la chanson « Pledge of Love » a été au Billboard Top 40 pendant 15 semaines en 1957 et culminera à la 17e place. En 1967, il s'inscrivit à l'Université Oral Roberts, où il devient rapidement pilote et chauffeur d'Oral Roberts.

### Ministère
En 1967, après avoir assisté à des séminaires du pasteur charismatique Kenneth E. Hagin, il quitte l'université
pour fonder avec sa femme Gloria, Kenneth Copeland Ministries (KCM) à Fort Worth, au Texas,. Le site comprend l'église Eagle Mountain International Church, des installations de production télévisuelle et radiophonique, des entrepôts et des installations de distribution, des résidences pour la famille Copeland et l'aéroport Kenneth Copeland. Environ 500 personnes sont employées par KCM. John Copeland est le directeur de l'exploitation du ministère.

### Séminaires

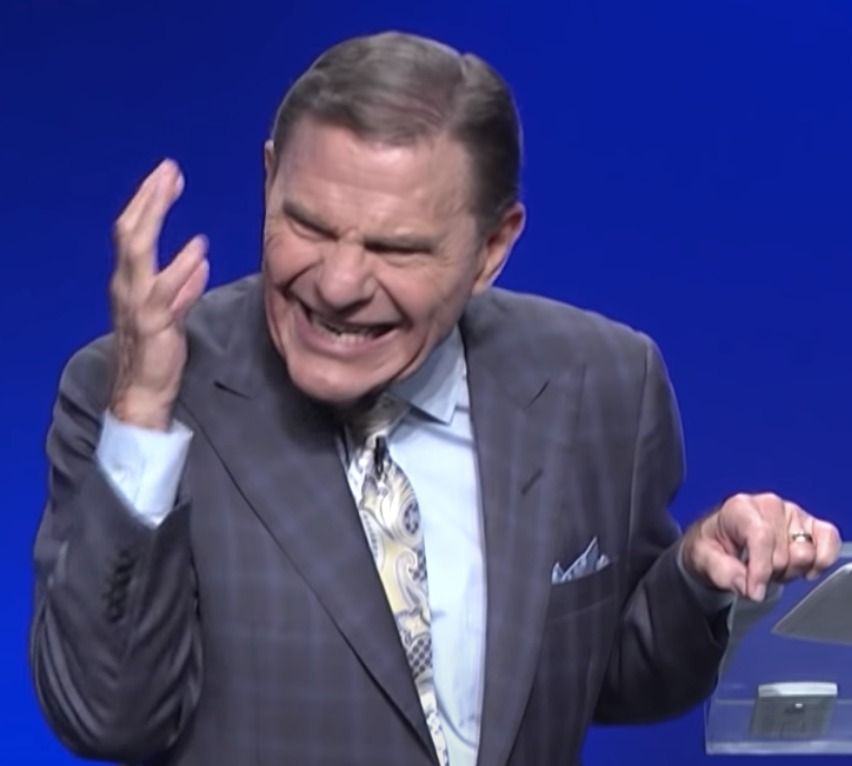
Copeland prêche sur le réseau Enlace en 2018

Pendant plusieurs années, le ministère de Copeland a organisé des séminaires de trois à six jours à travers les États-Unis. Le nombre de conventions plus longues diminua par la suite, bien que KCM organise toujours une convention annuelle des croyants dans sa ville natale de Fort Worth, au Texas, pendant la semaine du 4 juillet. Kenneth et Gloria Copeland, ainsi que des amis du ministère, y compris des membres de la famille, prêchent également lors d'autres conventions et conférences à travers le monde[réf. nécessaire]. Ces événements diffusent en direct sur le site Web de Copeland, kcm.org, ainsi que sur les chaînes de télévision chrétiennes telles que « GOD TV (en) » et le Daystar (en). Des portions de conférences enregistrées sont présentées le dimanche. Les émissions de télévision du lundi au vendredi présentent un membre de la famille Copeland, seul ou avec un autre ministre, discutant de sujets de la Bible. La plupart de ces épisodes sont disponibles sur BVOV.tv.

#### Victory Channel
En juillet 2015, KCM a lancé le réseau V Believer's Voice of Victory Network (BVOV) sur le canal 265 de Dish TV.
Le réseau Voice of Victory de Believer fut renommé Victory Channel en 2019 et est maintenant une chaîne gratuite disponible sur les sous-chaînes du pays.
Le 3 août 2020, Kenneth Copeland Ministries annonça qu'à compter du 2 octobre 2020, la diffusion de la Believer's Voice of Victory (BVOV) ne serait plus diffusée sur le Trinity Broadcasting Network (TBN). Selon les rapports, il serait remplacé par la programmation par Steven Furtick de Elevation Church.

## Conseiller présidentiel
Copeland siégea au conseil consultatif exécutif évangélique que Donald Trump réunit pendant sa campagne pour la présidence. La nomination au conseil d'administration ne nécessitait pas l'approbation de sa candidature à la présidence, et Copeland précisa qu'il n'approuvait pas Trump à l'époque. Avant les élections de 2016, Copeland déclara que les chrétiens qui n'auraient pas voté pour Trump seraient coupables de meurtre, se référant à la politique d'avortement d'Hillary Clinton. Dans une interview après un dîner d'État à la Maison Blanche auquel Copeland assista, il déclara que Trump était dirigé par l'Esprit de Dieu (« led by the Spirit of God ») et que son héritage le plus important en tant que président serait la nomination de juges conservateurs.

## Vie privée
Copeland fut marié trois fois. Une Première fois avec Ivy Bodiford en octobre 1955. Ils eurent une fille, Terri Copeland Pearsons; ils divorcèrent en 1958. Il fut marié à Cynthia Davis de 1958 à 1961. Copeland épousa Gloria (née Neece) le 13 avril 1963. Ils sont les parents de John Copeland et Kellie Copeland. Gloria co-anime l'émission phare du ministère, The Believer's Voice of Victory, aux côtés de son mari. Kellie prêche à travers les États-Unis, tout comme Terri, qui prêche également à l'Eagle Mountain International Church, qui est sous la charge pastorale de son mari, George Pearsons.
Copeland accumula des richesses importantes au cours de sa carrière et se qualifia d'homme très riche (« very wealthy man »). Les médias d'information citèrent différents chiffres de sa fortune nette variant de 300 millions de dollars à 760 millions de dollars. KCM possède également un Cessna 550 Citation Bravo 1998, qu'il reçut d'un donateur en octobre 2007, utilisé pour les vols intérieurs, et un Cessna 750 Citation X 2005, utilisé pour les vols internationaux. Il restaure également un Beech H-18 Twin de 1962, que le ministère prévoit d'utiliser pour mesures d'intervention en cas de sinistre (en),.

## Controverses

### Controverse de 2006 sur Angel Flight 44
Selon The Christian Post (en), Kenneth Copeland Ministries fut critiqué en 2010 pour ne pas avoir effectué de mesures d'intervention en cas de sinistre en Haïti après avoir prétendument promis un programme d'assistance aérienne appelé « Angel Flight 44 ». Le ministère Angel Flight 44 fut annoncé par Kenneth Copeland Ministries en 2006 et le ministère tenta de collecter des fonds pour le financer. Richard Vermillion, co-auteur d'un livre sur Angel Flight 44 commandé par Kenneth Copeland Ministries, déclara que Copeland avait promis de former le ministère de l'aviation, mais qu'il ne fut jamais créé. Un porte-parole de Kenneth Copeland Ministries, Stephen Swisher, déclara au Christian Post que ce n'était pas une promesse spécifique avec un échéancier attaché, et il déclara que l'argent avait été dépensé pour la réparation de l'avion et que l'avion n'était pas en état de navigabilité et avait des problèmes structurels.

### Controverse de 2007 sur le Citation X
En février 2007, Copeland fut accusé d'avoir utilisé l'avion Cessna 750 Citation X de son ministère pour des vacances personnelles et des amis. Les dossiers financiers des Copelands ne sont pas accessibles au public, et une liste du conseil d'administration n'est pas accessible car ces détails sont protégés mais connus de manière confidentielle par l'Internal Revenue Service. Répondant aux questions des médias, Copeland souligna ce qu'il avait affirmé être la déclaration d'un cabinet comptable selon laquelle tous les voyages en avion sont conformes aux lois fiscales fédérales. En décembre 2008, Citation Bravo de KCM se vit refuser l'exonération fiscale après que KCM refusa de soumettre un formulaire normalisé du Texas Comptroller of Public Accounts (en) que certains districts d'évaluation de comté utilisent pour prendre des décisions, ce qui aurait nécessité de rendre public les salaires de tout le personnel du ministère,. KCM par la suite intenta une action en justice auprès du district d'évaluation de Tarrant en janvier 2009 et sa demande de rétablissement du statut d'exonération fiscale de l'avion fut accordée en mars 2010,.
Kenneth Copeland Ministries profita d'un programme de la Federal Aviation Administration qui empêche les sites Web de suivre les vols, et le ministère possède cinq de ces avions dont les vols sont maintenus privés, y compris l'avion Cessna 750 Citation X susmentionné et un North American T-28 Trojan. Le sénateur américain Chuck Grassley remit en question certains des vols effectués par ces avions, y compris les escales à Maui, aux Fidji et à Honolulu. Les ministères dirent que les escales étaient destinées à la prédication ou au repos des pilotes.

### Controverse de 2008 sur Mike Huckabee

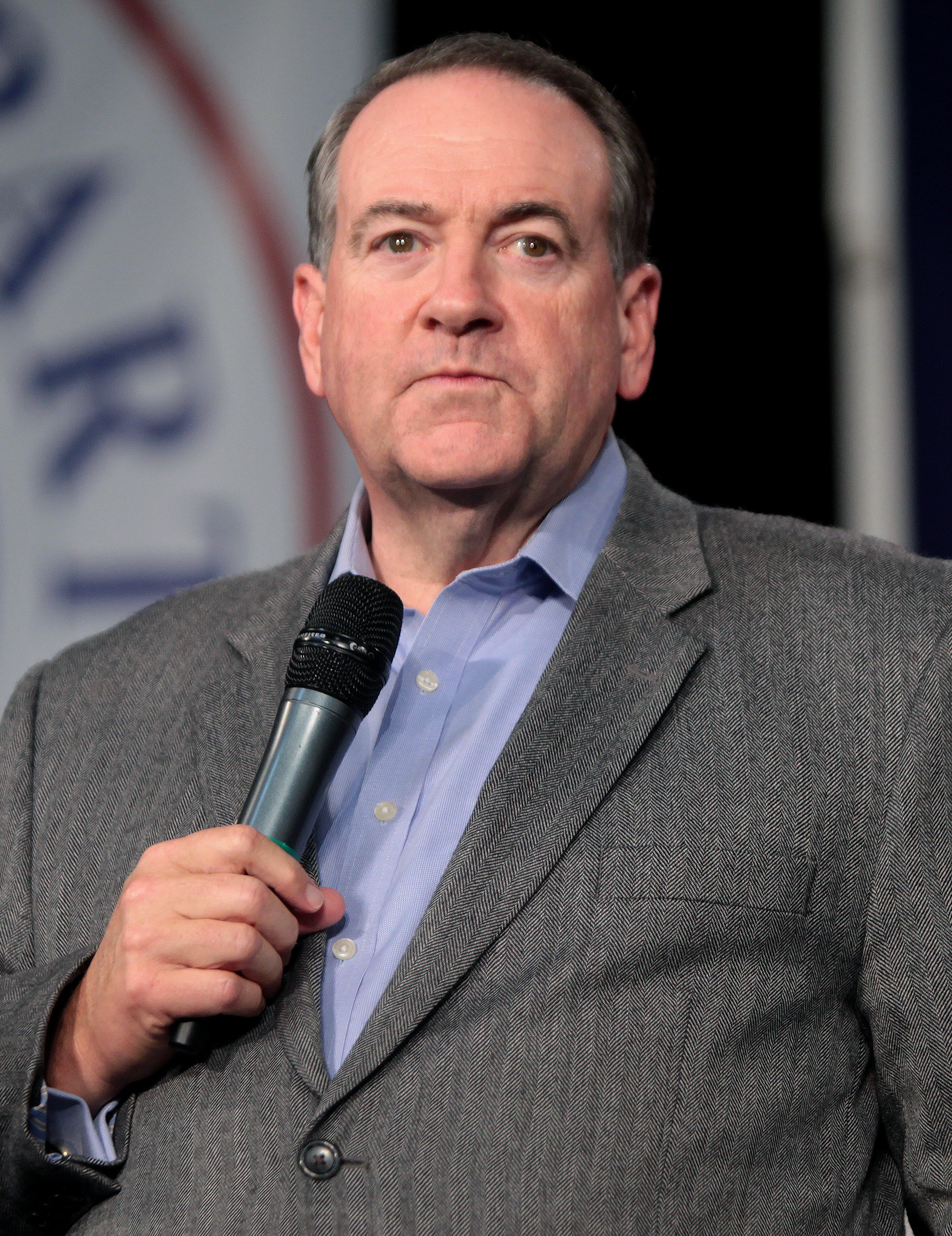
Mike Huckabee.

Fin novembre 2007, Mike Huckabee, candidat républicain à la primaire présidentielle de 2008, a fait six apparitions dans l'émission télévisée quotidienne de Copeland, Believer's Voice of Victory, sur « l'intégrité du caractère ».[réf. nécessaire] Huckabee, un ministre baptiste ordonné, apparaissait dans l'émission quotidienne de Copeland pour promouvoir son livre, le Character IS the Issue: How People with Integrity Can Revolutionize America. Au fil des ans, Copeland invita de nombreux pasteurs et évangélistes d'églises à apparaître sur son programme quotidien pour discuter de leurs livres respectifs. Par la suite, en janvier 2008, la campagne Huckabee finança l'utilisation des installations de Kenneth Copeland Ministries pour une collecte de fonds. La collecte de fonds à l'église a été critiquée par la Fondation Trinity.

### Enquête du Comité des Finances du Sénat
En 2007, son ministère était l’un des 6 ministères charismatiques qui ont fait l'objet d'une enquête du Sénat américain pour des allégations de détournements de dons dans le but de financer les modes de vie extravagants des télévangélistes. Toutefois, après la publication du rapport en 2011, aucune mesure supplémentaire n’a été prise.

### Controverse de 2013 sur la vaccination
En 2013, une épidémie de rougeole (20 cas confirmés au 26 août) dans le comté de Tarrant fut attribuée dans la presse aux sentiments anti-vaccination exprimés par des membres des ministères Copeland. L'église nia avoir fait de telles déclarations et exhorta les membres à se faire vacciner, offrant même des vaccinations gratuites par l'intermédiaire de l'église elle-même. Le pasteur Terri Copeland Pearsons, la fille de Kenneth Copeland, offrit des soins de vaccination gratuite et conseilla à ceux qui ne fréquentaient pas l'une des cliniques de se mettre en quarantaine à la maison pendant deux semaines. Dans une déclaration sur le site Web de l'église, Pearsons déclara qu'elle n'était pas contre les vaccinations, mais également exprima des inquiétudes à son sujet,:

« Some people think I am against immunizations, but that is not true", the statement said. "Vaccinations help cut the mortality rate enormously. I believe it is wrong to be against vaccinations. The concerns we have had are primarily with very young children who have family history of autism and with bundling too many immunizations at one time. There is no indication of the autism connection with vaccinations in older children. Furthermore, the new MMR vaccination is without thimerosal (mercury), which has also been a concern to many »

« Certaines personnes pensent que je suis contre les vaccinations, mais ce n'est pas vrai", indique le communiqué. «Les vaccinations aident à réduire considérablement le taux de mortalité. Je pense qu'il est faux d'être contre les vaccinations. Les préoccupations que nous avons eues concernent principalement les très jeunes enfants qui ont des antécédents familiaux d'autisme et le regroupement de trop de vaccins à la fois. Il n'y a aucune indication du lien de l'autisme avec les vaccinations chez les enfants plus âgés. En outre, la nouvelle vaccination ROR est sans Thiomersal (mercure), ce qui a également préoccupé de nombreuses personnes. »

### Critique duLast Week Tonightde 2015

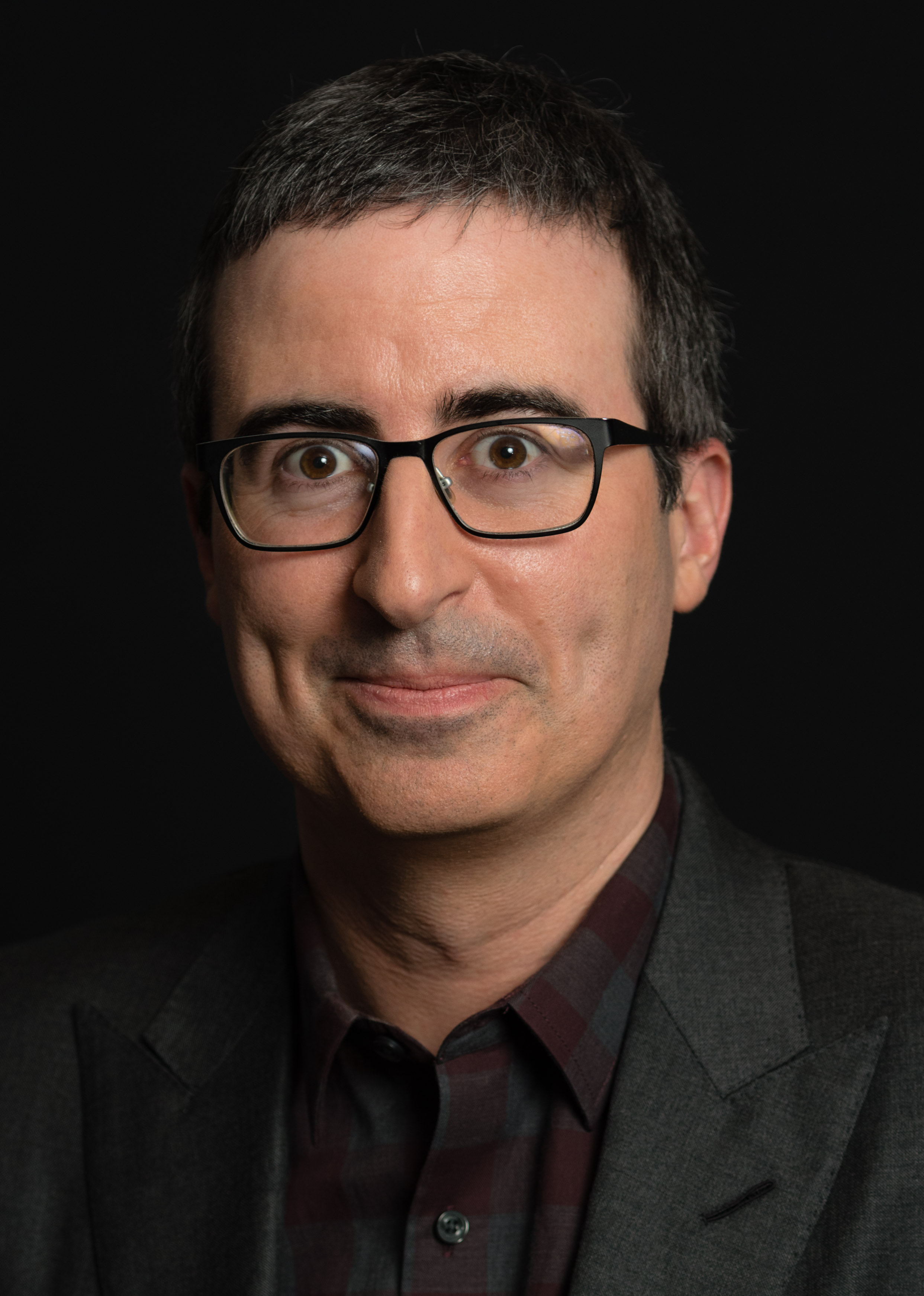
John Oliver.

Kenneth Copeland et sa femme, Gloria, ont été présentés dans un épisode de Last Week Tonight with John Oliver en 2015 qui a attira l'attention des médias,,,. Le comédien John Oliver critiqua les Copelands pour avoir utilisé les lois fiscales pour vivre dans un manoir de 6,3 millions de dollars, car l'allocation de presbytère pour leur maison n'est pas soumise à l'impôt sur le revenu, pour avoir utilisé les dons de l'église pour acheter un jet de 20 millions de dollars, qui fut utilisé pour des voyages à une station de ski et un ranch privé de jeux, et pour la promotion de la guérison par la foi, et le scepticisme de la médecine, qu'Oliver mit en évidence avec une vidéo de Gloria Copeland disant que les médecins donnent aux patients —«  poison that will make you sicker »— un poison qui vous rendra plus malade et que l'église est une alternative au traitement médical: —«  Which do you want to do? Do you want to do that », demanda Copeland à propos du traitement « poison » du médecin, ou —« or do you want to sit here on a Saturday morning, hear the word of God, and let faith come into your heart and be healed? »— « voulez-vous vous asseoir ici un samedi matin, entendre la parole de Dieu, et laisser la foi entrer dans votre cœur et être guérie? »

### Jets privés
En 2009, le jet de 3,6 millions de dollars de Copeland se vit refuser le statut d'exonération fiscale, ouvrant sur une enquête possible sur les dépenses de l'église; Copeland omit de divulguer les salaires de ses administrateurs. En 2008, le ministère déclara qu'il possédait cinq avions, dont l'un était évalué à 17,5 millions de dollars.

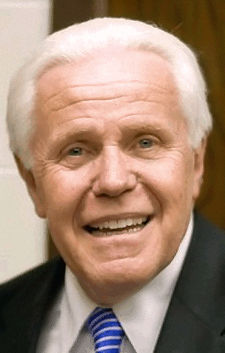
Jesse Duplantis.

Le ministère de Copeland acheta un avion à réaction Gulfstream V de plusieurs millions de dollars. Le jet fut acheté au cinéaste et homme d'affaires Tyler Perry. En août 2018, Copeland avait demandé 19,5 millions de dollars supplémentaires pour la construction d'un hangar, la modernisation de la piste et l'entretien,.
En 2015, Kenneth Copeland, dans une émission aux côtés de son compatriote télévangéliste Jesse Duplantis (en), défendit l'utilisation de jets privés comme une partie nécessaire de leur ministère, comparant les déplacements dans un avion commercial à demeurer  — « in long tube with a bunch of demons » — dans un long tube avec un groupe de démons,,.
L'utilisation par Copeland et d'autres télévangélistes de jets privés et d'autres maisons et véhicules somptuaires a été critiquée,,.

### COVID-19
Au cours de la pandémie de COVID-19, Copeland reçut à plusieurs reprises l'attention pour ses commentaires et ses actions en réponse à l'épidémie. Le 11 mars 2020, Copeland prétendit guérir les téléspectateurs de son émission télévisée sur la maladie, leur demandant de toucher le téléviseur alors qu'il priait pour eux
,.
Dans une émission, Copeland l'appela une souche faible de la grippe, et que la peur de celle-ci était péché et foi dans le diable. Il déclara également qu'il n'était pas d'accord avec les pasteurs qui avaient annulé leurs services en raison du coronavirus, disant
,:

« I want you in my church. If we have to pass out thermometers. If we find one with a fever, let's get him healed right there. What if you do get it? Big deal! »

Copeland déclara à plusieurs reprises au cours de la pandémie qu'elle était terminée ou qu'elle finirait bientôt. Il dit à un moment donné que Dieu lui avait dit que ce serait bientôt terminé car les prières des chrétiens l'avaient submergé, et que la pandémie avait été amenée en Amérique par des manifestations de haine (« displays of hate  ») envers le président Donald Trump par des critiques, qui avaient interféré avec la « divine protection »
. Le 29 mars 2020, dans un sermon télévisé, Copeland exécuta le jugement (« executed judgement ») sur le COVID-19. Il affirma que c'était fini (« finished » et « over ») et que les États-Unis étaient maintenant guéris et bien à nouveau. Dans un autre sermon peu de temps après, Copeland prétendit détruire le virus avec le souffle de Dieu (« wind of God »), disant:

« I blow the wind of God on you. You are destroyed forever, and you'll never be back. Thank you, God. Let it happen. Cause it to happen »

Comme beaucoup perdirent leur emploi dans la crise économique provoquée par l'épidémie, Copeland dit à ses partisans de continuer à payer la dîme, même s'ils perdaient leur emploi.

## Sélection de publications et enregistrements KCM
- Load Up Pocket Devotional: 31 Devotions to Revolutionize Your Future (Harrison House, July 2004)  (ISBN 1-57794-399-6)  (ISBN 978-1577943990)
- You Are Healed (Kenneth Copeland Publications, July 1999)  (ISBN 0-88114-733-8)  (ISBN 978-0881147339)
- A Ceremony of Marriage (Kenneth Copeland Publications, December 1996)  (ISBN 0-938458-15-9)  (ISBN 978-0938458159)
- Prayer: Your Foundation for Success (Kenneth Copeland Publications, June 1999)  (ISBN 1-57794-155-1)  (ISBN 978-1577941552)
- Kenneth Copeland Reference Bible – Leather Bound (Kenneth Copeland Publications, December 1996)  (ISBN 0-88114-296-4)  (ISBN 978-0881142969)
- Becoming Subject to the Authority of Jesus (Kenneth Copeland Publications, 2001)  (ISBN 0-88114-972-1)  (ISBN 978-0881149722)
- How to Discipline Your Flesh (Kenneth Copeland Publications, June 1999)  (ISBN 1-57562-116-9)  (ISBN 978-1575621166)
- From Faith to Faith: A Daily Guide to Victory (Harrison House, May 2000)  (ISBN 1-57794-225-6)  (ISBN 978-1577942252)
- Pursuit of His Presence: Daily Devotional (Harrison House, September 1998)  (ISBN 1-57794-137-3)  (ISBN 978-1577941378)
- The Wake-up Call (Kenneth Copeland Publications, 2002)  (ISBN 1-57562-792-2)  (ISBN 978-1575627922)
- Classic Redemption (Kenneth Copeland Publications, 2001)  (ISBN 0-938458-58-2)  (ISBN 978-0938458586)
- The Laws of Prosperity (Kenneth Copeland Publications, December 1995)  (ISBN 0-88114-952-7)  (ISBN 978-0881149524)
- Prosperity: The Choice Is Yours (Kenneth Copeland Publications, June 1992)  (ISBN 0-88114-728-1)  (ISBN 978-0881147285)
- Healing Promises (Kenneth Copeland Publications, August 1994)  (ISBN 0-88114-949-7)  (ISBN 978-0881149494)
- Over the Edge: Youth Devotional (Harrison House, September 1998)  (ISBN 1-57794-138-1)  (ISBN 978-1577941385)
- Big Band Gospel (KCP Records, 2003)
- Racism in the Church. Kill the Root, Destroy the Tree (Kenneth Copeland Publications, 2016)  (ISBN 978-1604633252)

## Voir également
- Trinity Foundation (Dallas) (en)
- Mouvement néo-charismatique
- Renouveau charismatique
- Word of Faith (en)
- Théologie de la prospérité
- Tony Palmer (bishop) (en)
- Ulf Ekman